# Ecuación algebraica

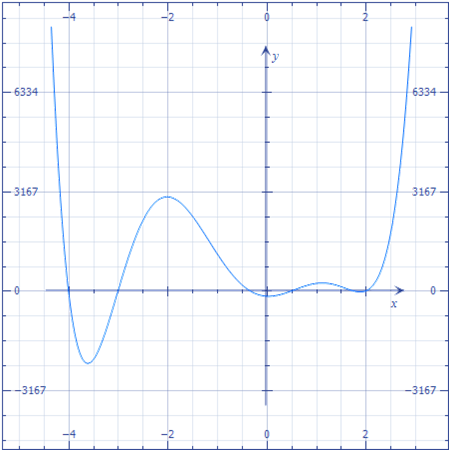
Las soluciones de una ecuación algebraica de una variable corresponden a los puntos de una curva, que «tocan o cortan» al eje horizontal.

En la matemática, especialmente en el álgebra superior, una ecuación algebraica de grado superior es  una ecuación de la forma P(x) = 0 donde P(x) es un polinomio no nulo ni constante, con coeficientes enteros, cuyo grado se supone n ≥ 2. Donde x denota un  número real o complejo desconocido que la satisface, esto es, que reemplazado en P(x) da cero como resultado. Cualquier número que satisface la ecuación se llama raíz; el problema de resolver una ecuación significa hallar todas sus raíces. Cuando el grado del polinomio es n se dice que la ecuación correspondiente es de grado n.
Por ejemplo, el polinomio con coeficientes enteros. 

{\displaystyle P(x)=x^{3}-6x-8}

determina la ecuación {\displaystyle P(x)=0}, es decir, {\displaystyle x^{3}-6x-8=0}. Las resolución de esta ecuación determina las raíces de la ecuación, las cuales se interpretan geométricamente como sigue.
La gráfica de la función polinómica {\displaystyle y=P(x)} es una curva, donde los ceros del polinomio, si son reales, son las abscisas de los puntos de la curva  donde corta al  eje  Ox o es tangente al mismo. Una ecuación de grado impar, si tiene por lo menos una raíz real. Luego un punto en Ox, (x,0) para dicha raíz.

## Historia
Las ecuaciones algebraicas de orden superior están ya documentadas en Mesopotamia y diversas tablillas cuneiformes tratan con problemas prácticos que ofrecen  la resolución de este tipo de ecuación. De hecho la solución general de ecuaciones de segundo grado con coeficientes positivos ya era conocida por los pueblos mesopotámicos. También en la matemática china se conocía desde antiguo la solución de este tipo de ecuaciones.
Tanto los matemáticos árabes como chinos, consideraron problemas particulares en los que intervenían ecuaciones cúbicas y de órdenes superiores. En la obra del matemático chino Li Chih (o Li Yeh, 1192-1279) se consideran incluso algunos problemas que involucran ecuaciones de sexto grado. Sin embargo, parece que la primera solución general y sistemática de las ecuaciones de tercer y cuarto grado fue obtenida por matemáticos italianos del siglo XVI. La solución de estas ecuaciones se podía realizar en términos de radicales.  El estudio de soluciones generales llevó a estos matemáticos incluso a considerar por primera vez los números complejos, más frecuentemente en los cálculos intermedios necesarios para encontrar ciertos soluciones reales.
La ecuación quíntica (y las de grado superior a 5) no admitían soluciones generales construibles en términos de radicales por lo que su estudio fue más complicado y no se desarrollaron soluciones en términos de funciones trascendentes hasta el siglo XIX, por parte de matemáticos europeos.

## Ecuaciones de una incógnita

### Ejemplos
- Ecuación cúbica: {\displaystyle x^{3}-9x^{2}+36x-80=0}, con una raíz real y dos complejas conjugadas
- Ecuación de quinto grado: {\displaystyle x^{5}-4x-2=0} tiene cinco raíces, tres reales y dos complejas; ninguna se puede expresar mediante radicales; caso de ecuación «irresoluble por radicales» [6]
- Ecuación de séptimo grado: {\displaystyle x^{7}-8x^{3}+x-2=0} tiene tres raíces reales, una de ellas positiva.
- Ecuación de sexto grado: {\displaystyle x^{6}+2x^{5}-x^{2}+7x-1=0} tiene una raíz positiva y otra negativa

### Contraejemplos
- Ecuaciones que no son algebraicas sobre {\displaystyle \mathbb {Q} }, por no ser algunos de sus coeficientes números racionales:
  - {\displaystyle x^{2}-{\sqrt {3}}x-5{\sqrt[{3}]{7}}=0}, los coeficientes no son números enteros; se puede usar la fórmula de la ecuación completa de grado 2.
  - {\displaystyle x^{3}-{\sqrt {3}}x^{2}-ix+3+5i=0}, los coeficientes no son enteros; sin embargo la teoría considera que tiene tres raíces en ℂ.

Sin embargo estas últimas dos ecuaciones sí son algebraicas sobre {\displaystyle \mathbb {C} }, ya que sus coeficientes sí son números complejos.
- Ecuaciones que no son algebraicas por ser trascendentes:
  - {\displaystyle \sin t-2t=0}, es una ecuación trascendente, ya que involucra una función no polinómica (en este caso la única solución real de esta ecuación es t = 0).
  - {\displaystyle xe^{x}-1=0}, conlleva la función {\displaystyle y=e^{x}}, que no es un polinomio.[7]

### Consideraciones genéricas
Según los valores que asuma {\displaystyle n=1,2,3,4,...,etc.} surgen las ecuaciones de la forma
de grado 1, 2, 3, 4, etc. o ecuaciones lineal, cuadrática, cúbica, cuártica, etc. Se asume que el coeficiente principal {\displaystyle a_{0}} es distinto de cero; aunque ninguna condición se establece para los demás coeficientes.
Resolver ecuaciones algebraicas de una sola variable es relativamente sencillo para los grados 1 y 2.

#### Factorización
Si k es una raíz de la ecuación 
se deduce del teorema del resto que P(x)es divisible por (x-k) y se cumple
donde {\displaystyle P_{1}(x)} es un polinomio de grado n-1.
Si {\displaystyle k_{1}} es otra raíz distinta de k se obtiene
donde {\displaystyle P_{2}(x)} es un polinomio de grado n-2. Y así sucesivamente.

### Segundo grado
Una ecuación de segundo grado

{\displaystyle ax^{2}+bx+c=0}

no siempre admite solución sobre {\displaystyle \scriptstyle \mathbb {K} }, aunque sí la admite sobre su clausura algebraica (si se trata de un cuerpo de característica nula). Existen a lo sumo dos soluciones, dadas por:

{\displaystyle x_{1}={\frac {-b+{\sqrt {b^{2}-4ac}}}{2a}},\qquad x_{2}={\frac {-b-{\sqrt {b^{2}-4ac}}}{2a}}}

Puede ser que alguna de las soluciones anteriores, definibles sobre la clausura algebraica no son números del cuerpo {\displaystyle \scriptstyle \mathbb {K} }. Por ejemplo la ecuación:

{\displaystyle x^{2}-2=0}

No admite solución sobre {\displaystyle \scriptstyle \mathbb {Q} } pero sí la admite sobre su clausural algebraica y también sobre {\displaystyle \scriptstyle \mathbb {R} } (ya que contiene a la clausura algebraica de {\displaystyle \scriptstyle \mathbb {Q} }).

### Ecuaciones de mayor grado
- Ecuación de tercer grado
- Ecuación de cuarto grado
- Ecuación de quinto grado

Para ecuaciones de tercer y cuarto grado también pueden construirse las soluciones de la ecuación sobre la clausura algebraica de {\displaystyle \scriptstyle \mathbb {K} } mediante el método de los radicales. Esto fue anticipado por Gerolamo Cardano, Tartaglia y Lodovico Ferrari, entre otros, en el siglo XVI. Sin embargo, para grado 5 o mayor, no tiene por qué existir una solución construible mediante el método de radicales, hecho probado por Évariste Galois a principios del siglo XIX.

## Conversión de coeficientes
Una ecuación algebraica en el cuerpo de los racionales siempre puede convertirse en una ecuación con coeficientes enteros. Por ejemplo, tomemos la ecuación de tercer grado:

{\displaystyle -7x^{3}+{\begin{matrix}{\frac {2}{3}}\end{matrix}}x^{2}-5x+3=0}

multiplicando por tres toda la ecuación tenemos:

{\displaystyle -21x^{3}+2x^{2}-15x+9=0.\,\!}

La forma estándar de este tipo de ecuación, sin embargo, tiene un coeficiente unitario al principio:

{\displaystyle x^{3}+a_{1}x^{2}+a_{2}x+a_{3}=0}

Si todos los otros coeficientes son enteros, entonces las raíces de la ecuación son enteros algebraicos.

## Ecuaciones binomias
La ecuación {\displaystyle x^{n}-k^{n}=0} tiene una raíz igual a k, para cualquier natural mayor que 1 y c, entero.

La ecuación {\displaystyle x^{n}-k^{n}=0}, detenta una raíz igual a -c para n natural par.

La ecuación {\displaystyle x^{n}+k^{n}=0} posee una raíz  igual a -c para cualquier n, natural impar.

## Ecuaciones vinculadas
- Si todas las soluciones de F=0 son soluciones de la ecuación G=0 se dice que esta es consecuencia de la anterior.

Por ejemplo, la ecuación 
 es consecuencia de la ecuación   
.
En otros términos, si el conjunto solución de la ecuación F = 0 es parte del conjunto solución de la ecuación G = 0, esta es consecuencia de la ecuación F = 0.
- Si todas las soluciones de F=0 son soluciones de la ecuación G=0 y recíprocamente se dicen que las dos ecuaciones son equivalentes.

Como ejemplo, la ecuación 
  y la ecuación  
 son equivalentes; sus conjuntos solución son iguales.
- Se indican ciertas ecuaciones equivalentes y ecuación consecuencia de otra

1. La ecuación F+G=G es equivalente a la ecuación F = 0.
2. F/G = 0 es equivalente a la ecuación F = 0
3. FG = 0 es equivalente a las dos ecuaciones F= 0 y G = 0.
4. La ecuación Fn = 0 es consecuencia de la ecuación F=0, donde n es entero positivo mayor que 2.
5. La ecuación Fn = Gn es equivalente a la ecuación F = G si n es impar; y equivalente a las ecuaciones F=G y F= -G si n es par.[11]

## Proposiciones
- De acuerdo al Teorema fundamental del álgebra toda ecuación algebraica definida por un polinomio de grado n, tiene al menos una raíz en el conjunto ℂ de los números complejos.[12]
- Como aplicación del TFA, toda ecuación algebraica de grado n se puede descomponer en n binomios lineales {\displaystyle x-\alpha _{i},1\leq i\leq n}, siendo {\displaystyle \alpha _{i}\ } una raíz, que pudiera ser múltiple en algún caso.[13]

como ejemplo, la ecuación de quinto grado 

{\displaystyle x^{5}-3x^{4}+4x^{3}-2x^{2}+3x-1=0}

 que se factoriza en 

{\displaystyle (x-1)^{3}(x^{2}+1)=0}

 que tiene una raíz tripe el 1 y dos raíces conjugadas i y -i.
- Si una ecuación de grado n, con coeficientes reales, tiene como raíz el número complejo {\displaystyle z=a+bi} entonces el conjugado de z* es también raíz de tal ecuación; siendo {\displaystyle z^{*}=a-bi}.[14] Sea la ecuación de cuarto grado

{\displaystyle 9x^{4}-12x^{3}+225x^{2}+12x-234=0}

 una de cuyas raíes es el número complejo 

{\displaystyle {\frac {2}{3}}+5i} por lo tanto otra raíz, de hecho, lo es también {\displaystyle {\frac {2}{3}}-5i}

- Una ecuación algebraica, usando solo el campo de los números reales, se puede factorizar en factores lineales {\displaystyle x-\alpha _{i}} y factores cuadráticos de la forma  {\displaystyle mx^{2}+nx+p} que resulta del producto de cada par de raíces complejas.[15] El siguiente ejemplo

{\displaystyle 4x^{4}+14x^{3}+x^{2}-3x-3=0}

 que puede ser factorizado como 

{\displaystyle (x-{\frac {\sqrt {3}}{2}})(x+{\frac {\sqrt {3}}{2}})(x^{2}+x+1)=0}, el trinomio es irreduducible en el conjunto ℝ de los números reales

- Cuando una ecuación algebraica de coeficientes racionales tiene una raíz real irracional de la forma {\displaystyle p+{\sqrt {q}}}, entonces tiene también el número real {\displaystyle p-{\sqrt {q}}}.[16] Sea la ecuación de coeficientes racionales de tercer grado

{\displaystyle x^{3}-3x^{2}+1=0}

 que tiene dos raíces reales irracionales 

{\displaystyle 2+{\sqrt {3}}}  y  {\displaystyle 2-{\sqrt {3}}}

## Otras afirmaciones
- Si una ecuación polinomial de coeficientes reales tiene grado impar no menor de 3, entonces tiene al menos una raíz real, porque las otras que serían complejas, aparecen en parejas de complejos conjugados.[17]

- Si la ecuación algebraica

{\displaystyle a_{0}x^{n}+a_{1}x^{n-1}+...+a_{n-1}x+a_{n}=0}

 tiene como raíz el número racional {\displaystyle {\frac {p}{q}}}, entonces p es divisor de an y que es divisor de a0.
- Si la ecuación algebraica

{\displaystyle x^{n}+a_{1}x^{n-1}+...+a_{n-1}x+a_{n}=0}

 (redundando: de coeficientes enteros)  tiene una raíz entera k, entonces an es divisible por k. Por ejemplo la ecuación  

{\displaystyle x^{3}-x-6=0}

  con seguridad tiene por lo menos una raíz real entera, la que tiene que ser divisor de 6. Potencialmente serían {\displaystyle \pm 1,\pm 2\pm 3,\pm 6}. Precisamente el número entero 2 es una raíz, las otras dos son complejas conjugadas.